# Liste öffentlicher Bücherschränke in Sachsen
Dieser Artikel enthält öffentliche Bücherschränke in Sachsen und erhebt keinen Anspruch auf Vollständigkeit. Ein öffentlicher Bücherschrank ist ein Schrank oder schrankähnlicher Aufbewahrungsort mit Büchern, der dazu dient, Bücher kostenlos, anonym und ohne jegliche Formalitäten zum Tausch oder zur Mitnahme anzubieten. In der Regel sind die öffentlichen Bücherschränke an allen Tagen im Jahr frei zugänglich. Ist dies nicht der Fall, ist dies in den Listen in der Spalte Anmerkungen vermerkt.

## Liste
Derzeit sind in Sachsen 141 öffentliche Bücherschränke und 2 ehemalige Bücherschränke erfasst (Stand: 9. August 2025):
| Bild                                                                                     | Ausführung                        | Ort                                            | Seit          | Anmerkung | Lage                                                                                         |
| ---------------------------------------------------------------------------------------- | --------------------------------- | ---------------------------------------------- | ------------- | --- | -------------------------------------------------------------------------------------------- |
| Bild gesucht                                                                             | Telefonzelle                      | Aue-Bad Schlema Ortsteil Wildbach              |               | | ⊙ Wildbacher Schulstraße 1 (Kirchplatz)                                                      |
|                                                                                          | Telefonzelle                      | Arnsdorf OT Wallroda                           | 18. Dez. 2021 | errichtet und betreut durch den Jugendclub Wallroda e. V. | ⊙ im Garten der ehemaligen Gemeindeverwaltung                                                |
|                                                                                          | Telefonzelle                      | Bad Lausick                                    |               | gelbe „Büchertheke“ auf kleinen Platz an Ecke Straße der Einheit/Stadthausstraße | ⊙ gegenüber Str. der Einheit 26                                                              |
|                                                                                          | Gelbe Telefonzelle                | Bad Schandau                                   | Herbst 2015   | „Gelbe Bücherwechselstelle“, Ortsteil Krippen | ⊙ Bächelweg 26                                                                               |
|                                                                                          | Telefonzelle                      | Bautzen                                        | 8. Okt. 2015  | | ⊙ Postplatz/Ecke Goschwitzstraße                                                             |
|                                                                                          | Holzregal                         | Bautzen                                        | 10. März 2022 | | ⊙ Wartebereich Bahnhof                                                                       |
|                                                                                          | Telefonzelle                      | Beucha                                         | 2023          | neben August-Bebel-Straße, bei Zufahrt Feuerwehr Beucha; aufgestellt im Frühjahr 2023 | ⊙                                                                                            |
| Bild gesucht                                                                             | Telefonzelle                      | Bobritzsch-Hilbersdorf, OT Naundorf            | Mai 2018      | An der Kreuzung Sächsischer Jakobsweg / Schmalspurbahn Alter Bahnhof | ⊙ Bahnhofsberg/An der Försterei                                                              |
|                                                                                          | Telefonzelle                      | Brand-Erbisdorf, OT St. Michaelis              | Sep. 2018     | Am Abzweig zur Alpakawiese | ⊙ Talstraße 60/Ecke Brandweg                                                                 |
|                                                                                          | Telefonzelle                      | Brandis                                        |               | im nordöstlichen Teil des Brandiser Markt gegenüber Sparkasse | ⊙ nördlich Haus, Markt 6                                                                     |
|                                                                                          | Bücherschrank                     | Callenberg OT Reichenbach                      | Apr. 2019     | Der Bücherschrank befindet sich an der rechten Seite des Gebäudes und ist 24 Stunden offen. | ⊙ Straße des Friedens 40                                                                     |
|                                                                                          | Bücherschrank Kaßberg             | Chemnitz                                       | 15. Juli 2023 | Der Bücherschrank steht beim Bioladen an der Westraße. Ein Projekt der Bücherhelden Chemnitz. https://www.facebook.com/buecherhelden                                                                         | ⊙ Bioladen Weststraße 49, 09112 Chemnitz                                                     |
|                                                                                          | Bücherschrank                     | Chemnitz                                       | Mai 2011      | Der Bücherschrank stand früher vor dem Eingang und wurde in das Gebäude versetzt. | ⊙ Im Foyer des Kulturhauses DAStietz, Reitbahnstraße                                         |
|                                                                                          | Bücherschrank                     | Chemnitz                                       | 24. Aug. 2019 | Der Schrank steht in der Schönherrfabrik im Durchgang zur Fabrik-Küche (Wintergarten) gegenüber von Fischers Fine Interior                                                                                   | ⊙ Schönherrstraße 8                                                                          |
|                                                                                          | Bücherschrank                     | Chemnitz                                       | März 2020     | links seitlich neben dem AJZ-Gebäude | ⊙ AJZ, Chemnitztalstraße 54                                                                  |
|                                                                                          | Telefonzelle                      | Chemnitz                                       | Sommer 2019   | | ⊙ Rößlerstraße 12                                                                            |
|                                                                                          | Bücherzelle                       | Chemnitz                                       |               | | ⊙ Leipziger Straße 39, neben dem Eingang zum Bürgerzentrum                                   |
|                                                                                          | Telefonzelle                      | Delitzsch                                      | Herbst 2017   | Aufstellung privat finanziert | ⊙ Breite Straße 17                                                                           |
|                                                                                          | Bücherschrank                     | Diera-Zehren OT Nieschütz                      |               | Bücherschrank am Eingang eines ehemaligen Einkaufmarktes | ⊙ Riesaer Straße                                                                             |
| Bild gesucht                                                                             | Bücherregal                       | Dresden-Altstadt                               |               | Büchertauschregal im Rewe in der Altmarkt-Galerie | ⊙ Webergasse 1                                                                               |
|                                                                                          | Bücherregal                       | Dresden-Äußere Neustadt                        |               | Neben dem Eingang | ⊙ Kamenzer Straße 36, Ecke Sebnitzer Straße                                                  |
| Bild gesucht                                                                             | Bücherregal                       | Dresden-Bühlau                                 |               | | ⊙ Ecke Milkeler Straße / Großschönauer Straße                                                |
|                                                                                          | Blaue Lesezelle Messe Dresden     | Dresden-Friedrichstadt                         | Sep. 2014     | Eingang zur Börse Dresden | ⊙ Messering 6                                                                                |
| Bild gesucht                                                                             | Bücherkiste                       | Dresden-Gorbitz                                |               | Im Foyer des Kirchgemeindezentrums auf der rechten Seite, barrierefrei zugänglich während der Öffnungszeiten                                                                                                 | ⊙ Leutewitzer Ring 75                                                                        |
|                                                                                          | Telefonzelle                      | Dresden-Hechtviertel                           | Aug. 2014     | Betreut vom Hechtviertel e. V. | ⊙ Spielplatz Schanzenstraße                                                                  |
| Bild gesucht                                                                             | Bücherregal                       | Dresden-Innere Neustadt                        |               | Regal | ⊙ In der Neustädter Markthalle zwischen Café Rösterei und Textilpflege                       |
|                                                                                          | Bücherschrank                     | Dresden-Johannstadt                            |               | | ⊙ Auf dem Bönischplatz, vor der Verbrauchergemeinschaft Elisenstraße                         |
|                                                                                          | Bücherregal                       | Dresden-Klotzsche                              | Aug. 2017     | Im Durchgang des Bahnhofsgebäudes | ⊙ Bahnhof Dresden-Klotzsche                                                                  |
|                                                                                          | Bücherschrank                     | Dresden-Leutewitz                              |               | | ⊙ Altleutewitz 7                                                                             |
|                                                                                          | Telefonzelle                      | Dresden-Löbtau                                 | 10. Okt. 2017 | | ⊙ Schillingplatz                                                                             |
|                                                                                          | Bücherregal                       | Dresden-Loschwitz                              |               | Am Begegnungszentrum Bülowh, gegenüber der Loschwitzer Kirche | ⊙ Pillnitzer Landstraße 14                                                                   |
|                                                                                          | Telefonzelle                      | Dresden-Mobschatz                              |               | | ⊙ gegenüber Elbhangstraße 24                                                                 |
|                                                                                          | Telefonzelle                      | Dresden-Südvorstadt                            |               | Betreut von der Umweltinitiative der TU Dresden | ⊙ Am Hörsaalzentrum, Bergstraße                                                              |
|                                                                                          | Telefonzelle                      | Dresden-Südvorstadt                            | Mai 2019      | Betreut von der Umweltinitiative der TU Dresden | ⊙ Am DrePunct, Zellescher Weg 17                                                             |
|                                                                                          | Bücherschrank                     | Dresden-Strehlen                               | 31. März 2023 | Betreut vom Verein Kaitzbachkastanie | ⊙ Altstrehlen 2                                                                              |
|                                                                                          | Bücherregal                       | Dresden-Weißer Hirsch                          |               | Vor dem Haus Plattleite 45 | ⊙                                                                                            |
| Bild gesucht                                                                             | Bücherzelle Weixdorf              | Dresden-Weixdorf                               |               | grüne Telefonzelle Offene Bücherschränke in Dresden. Bücherzelle Weixdorf. In: Commigratio.com. Abgerufen am 29. Februar 2020.                                                                               | ⊙ Altweixdorf 25                                                                             |
|                                                                                          | Telefonzelle                      | Dresden-Wischdorf                              |               | | ⊙ Warnemünder Straße 1                                                                       |
|                                                                                          | Bücherschrank                     | Ehrenfriedersdorf                              | Feb. 2024     | öffentlicher Bücherschrank „LiteraTÜR“ am EDEKA Schmutzler, täglich von 07.00 bis 20.00 Uhr zugänglich. Betreiber: SCHWACH+STARK e. V.                                                                       | ⊙ Markt 2                                                                                    |
| Bild gesucht                                                                             | Bücherschrank                     | Eilenburg                                      | Juni 2019     | Bücherschrank während der Öffnungszeiten, Di und Do von 15.00 bis 17.00 Uhr, von JuBi Mitteldeutschland betreut.                                                                                             | ⊙ JuBi Mitteldeutschland, Leipziger Straße 25                                                |
| Bild gesucht                                                                             | Offenes Bücherregal               | Flöha                                          | Dez. 2016     | Während der Öffnungszeiten im a.b.c.-Reisebüro | ⊙ Augustusburger Straße 51                                                                   |
|                                                                                          | Bücherregal                       | Frankenberg/Sa.                                | Okt. 2011     | Initiative des Kunst- und Kulturvereins Frankenberg/Sa. e. V.; wochentags 8–18 Uhr zugänglich | ⊙ Durchgang vom Markt zur Rathauspassage                                                     |
|                                                                                          | Bücherschrank                     | Fraureuth                                      |               | Im Edeka-Markt | ⊙ Werdauer Straße 73                                                                         |
|                                                                                          | Kühlschrank                       | Freiberg                                       | Mai 2018      | Foyer der Universitätsbibliothek Freiberg | ⊙ Winklerstraße 3                                                                            |
| Bild gesucht                                                                             | Offenes Bücherregal               | Freiberg                                       | Okt. 2013     | EKM Entsorgungsdienste Kreis Mittelsachsen GmbH | ⊙ Frauensteiner Straße 95                                                                    |
|                                                                                          | Bücherzelle                       | Freiberg                                       | Juni 2018     | | ⊙ Tschaikowskistraße 57A, Hintereingang                                                      |
|                                                                                          | Bücherzelle                       | Freiberg                                       | 2022          | | ⊙ Am Gerätehaus 1 (Ecke Obere Straße/Siedlersteg)                                            |
|                                                                                          | Pesterwitzer Bücher Box           | Freital-Pesterwitz                             | 2019          | Kulturverein Pesterwitz e. V. | ⊙ Pesterwitz, Dorfplatz                                                                      |
|                                                                                          | Bücherzelle in Wurgwitz           | Freital-Wurgwitz                               | 2024          | | ⊙ Wurgwitz, Haltestelle Zöllmener Straße                                                     |
|                                                                                          | Bücherschrank                     | Frohburg-Linda                                 |               | Frohburg OT Linda, in der Bushaltestelle | ⊙ Frohburg OT Linda                                                                          |
|                                                                                          | Bücherzelle                       | Glauchau                                       |               | Initiative der Stadtwerke Glauchau | ⊙ Virchowstrasse                                                                             |
|                                                                                          | Bücherzelle                       | Glauchau                                       |               | Initiative der Stadtwerke Glauchau | ⊙ Otto-Schimmel-Straße                                                                       |
|                                                                                          | Bücherbox                         | Görlitz-Biesnitz                               | 2024          | | ⊙ Promenadenstraße, an der Kreuzung Grundstraße/Promenadenstraße                             |
|                                                                                          | Bücherzelle                       | Görlitz-Innenstadt                             |               | | ⊙ Jakobstraße, 02826 Görlitz                                                                 |
|                                                                                          | Bücherkiste                       | Görlitz-Königshufen                            |               | Befindet sich gut versteckt in einer spiralförmigen Bambusanpflanzung | ⊙ Friedhofstraße (Friedhof Haupteingang)                                                     |
|                                                                                          | BücherZelle                       | Großdubrau-Spreewiese                          | Nov. 2017     | Initiative des Heimatvereins Spreewiese e. V. | ⊙ Klixer Straße                                                                              |
|                                                                                          | Büchertauschzelle                 | Großröhrsdorf                                  |               | Standort in der Nähe der Oberschule Rödertal | ⊙ 01900 Großröhrsdorf Walther-Rathenau-Str. 17                                               |
|                                                                                          | Büchertauschzelle                 | Großröhrsdorf                                  |               | auf dem Gelände der Alten Weberei | ⊙ 01900 Großröhrsdorf Bandweberstr. 101                                                      |
|                                                                                          | Bücherschrank                     | Großsteinberg                                  |               | neben Gefallenendenkmal an Kircheneinfriedung | ⊙ 04668 Parthenstein (OT Großsteinberg) Alte Dorfstraße 13                                   |
|                                                                                          | Kerstin's Lesemedizin Bücherzelle | Großweitzschen                                 | Nov. 2020     | Auf dem Parkplatz der Arztpraxis Kerstin Hübner Großweitzschen | ⊙ Am Anger 7                                                                                 |
| Bild gesucht                                                                             | Bücherzelle                       | Halsbrücke Ortsteil Hetzdorf                   |               | In Ortsmitte am Infopunkt Hetzdorf | ⊙ Kreuzung Jägerhorn/Herrndorfer Straße                                                      |
|                                                                                          | Offene Bücherkabine               | Heidenau                                       | Juli 2016     | In den historischen Umkleidekabinen, während der Freibadsaison zugänglich | ⊙ Im Albert-Schwarz-Bad Heidenau                                                             |
|                                                                                          | Öffentlicher Bücherschrank        | Heidenau                                       |               | Sehenswürdigkeit Barockgarten Großsedlitz in der Nähe | ⊙ Talstraße 1, 01809 Heidenau                                                                |
|                                                                                          | Öffentlicher Bücherschrank        | Heidenau                                       | Nov. 2021     | Etwa 300 m Luftlinie vom Bahnhof Heidenau entfernt | ⊙ Käthe-Kollwitz-Straße 17, 01809 Heidenau                                                   |
|                                                                                          | Öffentlicher Bücherschrank        | Heidenau                                       |               | Standort in der Nähe der Dresdner Stadtgrenze | ⊙ Lugturmstraße 4A (gegenüber), 01809 Heidenau                                               |
| Bild gesucht                                                                             | Telefonzelle                      | Herrnhut Ortsteil Ninive                       | 30. Okt. 2021 | Vom Niniveer Verein Treff e. V. initiiert und gepflegt | ⊙ Birkmühlstraße Ecke Teichweg                                                               |
|                                                                                          | Telefonzelle                      | Hoyerswerda                                    | Juni 2013     | Vor dem Mehrgenerationenhaus | ⊙ Albert-Schweitzer-Straße 9                                                                 |
|                                                                                          | Telefonzelle                      | Kamenz                                         | Dez. 2021     | Straßen in der Nähe: Lindenweg 5, 01917 Kamenz, Neschwitzer Str. 38A, 01917 Kamenz | ⊙ Jesau                                                                                      |
|                                                                                          | Telefonzelle                      | Krostitz-Kletzen                               | Aug. 2018     | Aufstellung durch Bürgerverein Kletzen e. V. organisiert neben Dorfteich auf Verkehrsinsel Am Rundling | ⊙ Am Rundling                                                                                |
| Bild gesucht                                                                             | Bücherregal                       | Leipzig                                        |               | Im Eingangsbereich der Volksbank | ⊙ Schillerstraße 3                                                                           |
| Leipzig-Althen, Bücherzelle Am Althener Anger                                            | Bücherzelle                       | Leipzig-Althen                                 | 2020          | 24/7 Zugang, betreut von Heimatstube Althen e. V. | ⊙ am Althener Anger neben Friedhof                                                           |
| Leipzig-Engelsdorf, Bücherzelle                                                          | Bücherzelle                       | Leipzig-Engelsdorf                             |               | Zugang 24/7 über Aldi-Parkplatz, betreut von Volkssolidarität Leipziger Land/Muldental e. V. - Sozialstation Engelsdorf                                                                                      | ⊙ neben Sozialstation in Hugo-Aurig-Straße 7b                                                |
|                                                                                          | Bücherschrank                     | Leipzig-Eutritzsch                             | Apr. 2024     | El Gaublo. Anscheinend aufgestellt von „JuJo“ | ⊙ Delitzscher Str. 141                                                                       |
| Leipzig-Gohlis, Bücherschrank Budde-Haus                                                 | Bücherschrank                     | Leipzig-Gohlis                                 | Juni 2018     | Öffentlicher Bücherschrank im soziokulturellen Zentrum Budde-Haus. | ⊙ Lützowstraße 19                                                                            |
| Leipzig-Gottscheina, Buch-Haltestelle                                                    | Haltestellen-Häuschen             | Leipzig-Gottscheina                            |               | „Buch-Haltestelle“; auch für LPs, CDs und DVDs | ⊙ Am Ring 20A (Bushäuschen)                                                                  |
| PEP-Center Leipzig                                                                       | Bücherregal                       | Leipzig-Grünau                                 |               | Öffentliches Büchertauschregal im PEP-Center, nur zu den regulären Öffnungszeiten, betreut durchs Center Management                                                                                          | ⊙ Stuttgarter Allee 29, im PEP-Center                                                        |
| Leipzig-Heiterblick, Bücherzelle Torgauer Straße                                         | Telefonzelle                      | Leipzig-Heiterblick                            |               | Die Bücherzelle wird von der Inhaberin der Filiale betreut. | ⊙ Torgauer Straße 312, vor dem Eingang des Autohauses                                        |
| Bild gesucht                                                                             | Tauschregal                       | Leipzig-Leutzsch                               | 2020          | Wird betrieben von der Kirche Lichtwerk Leipzig | ⊙ Georg-Schwarz-Straße 157, am Eingang zum Eckladen                                          |
| Leipzig-Lindenau, Bücherregal im BuchKindergarten                                        | Regal in einem Gebäude            | Leipzig-Lindenau                               | 4. Sep. 2015  | Die Tauschbibliothek ist fester Bestandteil des Kindergartengebäudes und gleichzeitig von der Josephstraße 11 aus für die Öffentlichkeit zugänglich.                                                         | ⊙ BuchKindergarten gUG                                                                       |
| Leipzig-Marienbrunn, Bücherschrank an der Märchenwiese                                   | Bücherregal                       | Leipzig-Marienbrunn                            | 22. Okt. 2019 | | ⊙ An der Märchenwiese 17                                                                     |
| Leipzig-Marienbrunn, Bücherbox Prinzenweg                                                | Bücherbox                         | Leipzig-Marienbrunn                            |               | wird privat betreut | ⊙ vor Haus Prinzenweg 8                                                                      |
| Leipzig-Miltitz, Buchzelle Rosenstraße                                                   | Telefonzelle                      | Leipzig-Miltitz                                |               | | ⊙ Rosenstraße Ecke Geschwister-Scholl-Straße                                                 |
| Leipzig-Paunsdorf, Kinderbücherbox                                                       | Bücherbox                         | Leipzig-Paunsdorf                              |               | speziell nur für Kinderbücher, betreut von Kindertagesstätte, nur zu den Öffnungszeiten zugänglich | ⊙ im Hof von Döllingstraße 21                                                                |
| Bild gesucht                                                                             | Lenes-Tauscho                     | Leipzig-Reudnitz                               | 23. Okt. 2021 | wird betreut vom Verschenkekiste e. V. und Anwohnern | ⊙ im Lene-Voigt-Park, zwischen Eilenburgerstraße und Reichpietschstraße                      |
| Leipzig-Schönefeld, Bücherzelle Obludastraße                                             | Bücherzelle                       | Leipzig-Schönefeld                             |               | wird privat gepflegt und nachts verschlossen. | ⊙ vor Obludastraße 41                                                                        |
| Leipzig-Stötteritz, Oberdorfstr.15                                                       | Telefonzelle                      | Leipzig-Stötteritz                             | Juli 2021     | Zugang 24/7, wird vom „Bürgerverein Stötteritz e. V.“ betreut | ⊙ im Hof des ehemaligen Gutshof Stötteritz, Oberdorfstraße 15; 15a                           |
| Leipzig, Bücherschrank Richterstraße                                                     | Tausch-Schrank                    | Leipzig-Zentrum Nord                           | Aug. 2017     | Der Tausch-Schrank mit Bücherregalen wird vom Nachbarschaftsverein Goase e. V. Richterstraße betreut. | ⊙ Richterstraße 6, auf der Mauer des Hauses                                                  |
| VHS-Leipzig                                                                              | Bücherschrank                     | Leipzig-Zentrum Nord                           |               | Öffnungszeiten der Volkshochschule Leipzig beachten. | ⊙ 1. OG der VHS, Löhrstraße 3-7                                                              |
| Jeannines Bücherzelle in Limbach-Oberfrohna                                              | Telefonzelle                      | Limbach-Oberfrohna                             | Aug. 2017     | Jeannines Bücherzelle neben dem Copy-Shop | ⊙ Kändler, Feldweg 12                                                                        |
| Bücherschrank                                                                            | Bücherschrank                     | Limbach-Oberfrohna                             | Okt. 2019     | Der Bücherschrank befindet sich im rechten Teil des Vorraums zur Apotheke bzw. des Foyer des Ärztehauses, zugänglich zu den allgemeinen Öffnungszeiten                                                       | ⊙ Limbach-Oberfrohna, Ludwig-Richter-Straße 10                                               |
| Bild gesucht                                                                             | Telefonzelle                      | Malschwitz Ortsteil Niedergurig                | 2020          | Standort Muskauer Straße/Am Rittergut | ⊙ Niedergurig, Bushaltestelle                                                                |
| Bild gesucht                                                                             | Bücherregal                       | Marienberg                                     | 2017          | Das Regal befindet sich nach dem Eintreten gleich links im Flur. Das Haus ist mindestens in der Woche zu den Öffnungszeiten des Pfarramtes offen, meist auch in der Woche nachmittags durch Veranstaltungen. | ⊙ im Hinterhof der Turnhalle Lauterbach Höhe Niederdorf 2, Zufahrt über Lengenfelder Straße. |
| Bild gesucht                                                                             | Bücherregal                       | Markersdorf OT Friedersdorf                    | 2022          | Der Bücherschrank befindet sich in einem Pavillon in der Nähe der Freiwilligen Feuerwehr. | ⊙ im Hinterhof der Turnhalle Lauterbach Höhe Niederdorf 2, Zufahrt über Lengenfelder Straße. |
| Bild gesucht                                                                             | Bücherzelle                       | Marienberg OT Lauterbach                       | 2020          | Die Bücherzelle ist direkt am Spielplatz im Dorfzentrum aufgebaut und umfasst neben einem Bücherregal auch Ausleihfächer für Sandspielzeug und Gesellschaftsspiele.                                          | ⊙ im Flur des Pfarramts/Gemeindehauses der Kirchgemeinde Marienberg, Freiberger Str. 2       |
| Bücherzelle in Meerane                                                                   | Telefonzelle                      | Meerane                                        | 21. Mai 2015  | | ⊙ August-Bebel-Straße/Markt                                                                  |
| Bücherzelle in Meißen                                                                    | Telefonzelle                      | Meißen                                         |               | | ⊙ Im Internationalen Garten Meißen, An der B101                                              |
| Bild gesucht                                                                             | Telefonzelle                      | Mulda/Sa. Ortsteil Helbigsdorf                 | Apr. 2021     | Vereinsinitiative, Standort am Vereinshaus Gasthof Helbigsdorf | ⊙ Helbigsdorf 50                                                                             |
| Bücherregal in Mühlau                                                                    | Bücherregal                       | Mühlau                                         |               | | ⊙ Leipziger Straße, Bushaltestelle (in der Senke)                                            |
|                                                                                          | kleines Bücherhaus                | Naunhof                                        |               | öffentlich zugänglich, neben Wohnhaus Bismarckstr.6 | ⊙ Bismarckstr.6, Naunhof                                                                     |
| Öffentlicher Bücherschrank in Netzschkau OT Lambig                                       | Kühlschrank                       | Netzschkau-Lambzig                             | Okt. 2017     | Wird privat gepflegt und befüllt. Mit Lesebank und Vorgarten. Liegt an einem Wanderweg. | ⊙ Hohle Gasse 38                                                                             |
| Öffentlicher Bücherschrank in Neukirch OT Schmorkau                                      | Bücherregal                       | Neukirch OT Schmorkau                          |               | In direkter Nähe einer E-Ladesäule. | ⊙ Dresdner Straße 1, 01936 Neukirch                                                          |
|                                                                                          | Kühlzelle                         | Neukirchen OT Dänkritz                         |               | | ⊙                                                                                            |
| Bild gesucht                                                                             | Telefonzelle                      | Niederau Ortsteil Gröbern                      | 1. Mai 2021   | Standort am Vereinsheim „Haus Grobere“ und Spielplatz | ⊙ Ockrillaer Straße, nahe Bushaltestelle                                                     |
| Öffentlicher Bücherschrank in Oberlungwitz                                               | Rote Telefonzelle                 | Oberlungwitz                                   | Juli 2017     | | ⊙ An der Kreuzung Hofer Straße/Erlbacher Straße auf dem Postplatz                            |
| Der Plauener Bücherschrank                                                               | Britische Telefonzelle            | Plauen                                         |               | Initiative der Autorin Elena Mackenzie in Zusammenarbeit mit der Stadt Plauen und den Stadtwerken Plauen | ⊙ Bahnhofstraße/Stadtzentrum                                                                 |
|                                                                                          | Kühlschrank                       | Plauen                                         | Apr. 2024     | Jugendzentrum „OASE“ | ⊙ Chrieschwitz hinter Jugendzentrum                                                          |
| Bild gesucht                                                                             | Telefonzelle                      | Pöhl                                           |               | Pöhl | ⊙ beim Kletterwald                                                                           |
| Bild gesucht                                                                             | Tausch-Schrank                    | Radebeul-Naundorf                              | 2014          | | ⊙ Gartenparzelle gegenüber von Altnaundorf 14                                                |
| Schmökerkiste Bärnsdorf                                                                  | Tausch-Schrank                    | Radeburg-Bärnsdorf                             | 2020          | an der Bärnsdorfer Hauptstraße, am Ortseingang ca. 200 Meter nach dem Bahnübergang | ⊙ S 96, Bärnsdorfer Hauptstraße 10                                                           |
| Bild gesucht                                                                             | Telefonzelle                      | Reichenbach im Vogtland, Ortsteil Brunn        | 2018          | | ⊙ Dr.-Eckener-Straße Ecke Windmühlenweg beim Gemeindezentrum und der Feuerwehr               |
| Bild gesucht                                                                             | Telefonzelle                      | Reichenbach im Vogtland Ortsteil Friesen       | 2018          | | ⊙ bei der freiwilligen Feuerwehr                                                             |
| Bild gesucht                                                                             | Telefonzelle                      | Reichenbach im Vogtland Ortsteil Obermylau     | 2018          | | ⊙ gegenüber Kriegerdenkmal                                                                   |
| Bild gesucht                                                                             | Telefonzelle                      | Reichenbach im Vogtland Ortsteil Rotschau      | 2018          | | ⊙ vor der Turnhalle und dem Kindergarten „Gänseblümchen“                                     |
| Bild gesucht                                                                             | Telefonzelle                      | Reichenbach im Vogtland Ortsteil Schneidenbach | 2018          | | ⊙ an der Linde zwischen Spielplatz und Schulteich                                            |
| Offener Bücherschrank in Riesa                                                           | Bücherschrank                     | Riesa                                          | 2009          | Stadtzentrum | ⊙ Früher als Rote Telefonzelle auf dem Kinovorplatz, jetzt Bücherschrank in der Elbgalerie   |
| Bild gesucht                                                                             | Bücherschrank                     | Schkeuditz                                     | 2020          | Kleine grüne Bibo, wird privat betreut, 24/7 zugänglich | ⊙Modelwitzer Str. 21                                                                         |
| Bild gesucht                                                                             | Telefonzelle/Bücherbox            | Schwarzenberg                                  | 2021          | öffentlich zugänglich, aufgestellt von Stadtwerke Schwarzenberg GmbH | ⊙ Straße der Einheit 42                                                                      |
| Bild gesucht                                                                             | Magenta-Graue Telefonzelle        | Seifersbach                                    |               | Auf dem Parkplatz bei der Arztpraxis | ⊙ Rossauer Straße 8, 09661 Rossau OT Seifersbach                                             |
| Bild gesucht                                                                             | Bücherhäusl                       | Steinberg, OT Rothenkirchen                    | 22. Juli 2021 | | ⊙ Hauptstraße 32, 08237 Steinberg OT Rothenkirchen                                           |
| Bild gesucht                                                                             | Rote Telefonzelle                 | Stollberg                                      | 2012          | Auf dem Platz vor der Dreifeldhalle in der Nähe vom Landratsamt | ⊙                                                                                            |
| Bild gesucht                                                                             | Gelbe Telefonzelle                | Syrau                                          | 2015          | Während der Öffnungszeiten der Schauhöhle zugänglich | ⊙ Im Höhlenpark, neben dem Eingang der Drachenhöhle Syrau                                    |
|                                                                                          | Metallkisten im Holz-Unterstand   | Taucha OT Dewitz                               |               | öffentlich zugänglich, Holzbau neben Spielplatz | ⊙ An den Höfen, Taucha OT Dewitz                                                             |
|                                                                                          | kleines Haus                      | Tautewald                                      | 15. Sep. 2017 | | ⊙ Bushaltestelle Hauptstr.                                                                   |
|                                                                                          | Grüne Telefonzelle                | Tharandt                                       | 19. Dez. 2019 | | ⊙ Ortsmitte am Parkplatz                                                                     |
|                                                                                          | Telefonzelle                      | Treuen                                         |               | „Treuner Buchbox“ | ⊙ am Marktplatz                                                                              |
|                                                                                          | Bücherzelle                       | Uhyst                                          | 18. Juli 2016 | Nähere Infos Offene Bibliothek in Uhyst | ⊙ Dorfzentrum                                                                                |
|                                                                                          | Bücherzelle                       | Waldenburg                                     |               | „kleine Bücherstube“ nahe Lutherkirche, direkt vor dem Pfarramt | ⊙ Bahnhofstraße                                                                              |
|                                                                                          | Bücherzelle                       | Waldenburg                                     |               | „Bibliothek unterm Birnbaum“ | ⊙ Bahnhofstraße                                                                              |
|                                                                                          | Bücher-Buffet                     | Wechselburg                                    | 23. Mai 2020  | Auf dem Markt Richtung Basilika | ⊙ Zentrum, Markt                                                                             |
|                                                                                          | Telefonzelle                      | Weißkeißel                                     | 9. Sep. 2015  | | ⊙ Kaupener Straße                                                                            |
| Bild gesucht                                                                             | Telefonzelle                      | Weißenberg                                     | 24. Apr. 2019 | | ⊙ August-Bebel-Platz                                                                         |
|                                                                                          | Telefonzelle                      | Werdau                                         | 2016          | Bücherbox im Landwehrgrund | ⊙ An den Teichen 12F                                                                         |
| Der Bücherschrank befindet sich, wenn man die Treppe hochsteigt, vor dem Torbogen links. | Bücherschrank                     | Wolkenstein (Erzgebirge)                       |               | Bücherschrank in abgestorbenen Baum eingebaut | ⊙ Hinter der Kirche 1 - bei Treppenaufsteig vor dem Torbogen links                           |
|                                                                                          | Bücherschrank                     | Wurzen                                         | Nov. 2018     | 24/7 zugänglich | ⊙ Wenceslaigasse                                                                             |
| Bild gesucht                                                                             | Telefonzelle                      | Zittau                                         | Nov. 2020     | Auf dem Hochschulgelände | ⊙ Theodor-Körner-Allee 16, Hochschule Zittau/Görlitz, Haus Z IV, b                           |
|                                                                                          | Telefonzelle                      | Zittau                                         |               | Zittauer BücherboXX | Mark, vor dem Haus Nr. 19                                                                    |
| Bild gesucht                                                                             | Telefonzelle                      | Zschopau                                       |               | Zschopauer Lese Box | ⊙ Pfarrgässchen 4                                                                            |
|                                                                                          | Bücherschrank                     | Mittweida, OT Zschöppichen                     | Sommer 2022   | wird privat betreut, 24/7 zugänglich | ⊙ Zschöppichen 26                                                                            |
|                                                                                          | Telefonzelle                      | Zwickau                                        |               | | ⊙ Schumannplatz/Ecke Hauptstraße                                                             |
|                                                                                          | Telefonzelle                      | Zwickau                                        |               | Die Büchertauschzelle ist ein Projekt des Stadtmanagements der Stadt Zwickau, gebaut von der Katholischen Dekanatsjugend und betreut vom Peter-Breuer-Gymnasium.                                             | ⊙ vor dem Haus Georgenstraße 3                                                               |
| Bild gesucht                                                                             | Telefonzelle                      | Zwickau-Planitz                                |               | Rote Bücherbox | ⊙ Innere Zwickauer Str. 102                                                                  |

## Ehemalige Bucherschränke
| Bild         | Ausführung      | Ort              | Seit         | abgebaut (Festgestellt) | Anmerkung             | Lage                        |
| ------------ | --------------- | ---------------- | ------------ | ----------------------- | --------------------- | --------------------------- |
| Bild gesucht | Kleine Bücherei | Leipzig          | 1. Dez. 2015 | 28. Juni 2023           | Im Bürgerbüro Denkbar | ⊙ Zentralstraße 1           |
|              | Telefonzelle    | Dresden-Hellerau |              | 1. Juli 2023            |                       | ⊙ Am Markt vor der Apotheke |